# Vit levermosslav
Vit levermosslav (Puttea margaritella) är en lavart som först beskrevs av Johan Hulting, och fick sitt nu gällande namn av Soili Kristina Stenroos och Seppo Huhtinen. Vit levermosslav ingår i släktet Puttea, ordningen Lecanorales, klassen Lecanoromycetes, divisionen sporsäcksvampar och riket svampar. Arten är reproducerande i Sverige.